# 葉唇擇麗魚
葉唇擇麗魚（学名：Eclectochromis lobochilus）為輻鰭魚綱鱸形目隆頭魚亞目慈鯛科的其中一種，分布於非洲馬拉威湖流域，體長可達12.5公分，棲息在中底層水域，生活習性不明。